# Днепровский государственный университет внутренних дел
Днепровский государственный университет внутренних дел (укр. Дніпровський державний університет внутрішніх справ) — высшее учебное заведение в городе Днепр.

## История
Университет основан 16 марта 1966 года как Днепропетровская специальная средняя школа милиции МВД СССР. В 1992 году она была реорганизована в Днепропетровское училище милиции МВД Украины. 1 сентября 1997 года училище милиции было преобразовано в высшее учебное заведение — Днепропетровский юридический институт МВД Украины. В 2001 году на базе института создана Юридическая академия МВД Украины, которая в 2005 году была реорганизована в Днепропетровский государственный университет внутренних дел. Сегодня университет — это высшее учебное заведение IV-го уровня аккредитации, мощный научно-учебный комплекс Приднепровского региона и Украины. В 2016 году Днепропетровский государственный университет внутренних дел признан лучшим учебным заведением региона в области права.

## Структура
В университете учатся, приобретают профессиональную подготовку и повышают квалификацию свыше 10 тысяч курсантов, слушателей и студентов по специальностям «Право», «Правоохранительная деятельность» и «Менеджмент». Каждый год университет принимает на обучение около 1800 лиц, которые после окончания учебного заведения получают дипломы государственного образца образовательно-квалификационных уровней «бакалавр» и «магистр».
В состав основной базы университета в г. Днепр входят факультеты:
- факультет подготовки специалистов для подразделений криминальной полиции;
- факультет подготовки специалистов для подразделений превентивной деятельности;
- факультет подготовки специалистов для органов досудебного расследования;
- факультет экономико-правовой безопасности;
- юридический факультет;
- факультет социально-психологического образования и управления.

Также в университет входит Учебно-научный институт заочного обучения и повышения квалификации. Помощь в подготовке будущих кандидатов на обучение осуществляет отделение довузовской подготовки, которое является частью университета. Учебное заведение обеспечивает все уровни многоуровневого образования: бакалавриат, магистратуру, аспирантуру и докторантуру.
В состав университета входит Криворожский факультет (г. Кривой Рог, Днепропетровская обл.). Функционирует Запорожский центр первичной профессиональной подготовки «Академия полиции». В целом в университете функционируют 6 факультетов и 20 кафедр, готовящих специалистов-юристов для всех регионов Украины. Уникальность университета на сегодня в том, что большинство профессорско-преподавательского состава — это высококвалифицированные юристы с учеными степенями и научными званиями, общее количество которых составляет более 250 человек. Преподаватели имеют не только научные достижения, но и многолетний практический опыт юридической деятельности как в органах Национальной полиции, так и в судебных органах, органах прокуратуры, местной власти, а также в других организациях и учреждениях, непосредственно занимающихся правоприменительной и правоохранительной деятельностью (адвокаты, юрисконсульты, нотариусы и т. д.). Сочетание научных достижений и практического опыта преподавателей позволяет вводить в образовательный процесс инновационные формы и технологии обучения, которые включают традиционное преподавание теоретического курса с решением практических ситуационных задач, проведением тренингов, ролевых игр в условиях, максимально приближенных к реальным с последующим обсуждением и подведением итогов.
За годы существования учебного заведения его выпускниками стали более 17 000 юристов. В университете последовательно и успешно осуществляется деятельность по совершенствованию учебно-методической работы, регулярно издаются учебники, пособия, научно-практические комментарии и курсы лекций. К услугам преподавателей, курсантов и студентов библиотечный комплекс из 5 читальных залов с книжным фондом около 400 000 экземпляров печатных изданий разных отраслей права, истории, экономики, философии, социологии и т. д., в том числе и на электронных носителях информации, доступ к сети Интернет, базы и нормативно-правовых актов Украины, информационной системы «Лига Закон», специализированных баз данных МВД Украины, компьютерные классы. Фонд юридической литературы является крупнейшим в регионе. В университете функционирует учебный зал судебных заседаний и интерактивная комната, где проходят комплексно-оперативные занятия «Линия 102», отрабатываются практические навыки среди курсантов и студентов, мультимедийный класс кафедры иностранных языков обеспечивает профессиональное изучение ведущих европейских языков: французского, немецкого, английского, испанского.
В университете ведется научно-исследовательская работа по фундаментальным и прикладным проблемам правоохранительной деятельности и правоведения. Значительное внимание ученые уделяют разработке проблем законотворческой деятельности, совершенствования законодательной базы деятельности органов внутренних дел, а также борьбы с преступностью и внедрение результатов научных исследований в практику. Ученые принимают участие в разработке законопроектов, нормативных актов правительства, парламентских слушаниях по вопросам правоохранительной деятельности. Результаты научных исследований публикуются в основанных университетом профессиональных научных изданиях: «Вестник Днепровского государственного университета внутренних дел», «Приднепровский часопис права», а также монографиях, учебниках. Ежегодно проводятся международные, всеукраинские и отраслевые научно-практические конференции, семинары, круглые столы и другие научные мероприятия.
Значительное внимание в университете уделяется подготовке и аттестации научно-педагогических кадров. В учебном заведении функционируют аспирантура и докторантура, где сегодня обучается около 100 докторантов, аспирантов, адъюнктов и соискателей. В университете работают 3 специализированных ученых совета с правом принятия к рассмотрению и проведению защит диссертаций по шести специальностям на соискание ученой степени кандидата юридических наук.

## Сотрудничество
С учетом специализации в области подготовки юридических кадров университетом, в рамках международного сотрудничества, налажены двусторонние связи с 37 профильными учебными заведениями, научными организациями и полицейскими учреждениями 15-ти стран ближнего зарубежья, Европы и Северной Америки, подписаны соглашения о сотрудничестве с 13 партнерами, в числе которых:
- Школа подготовки агентов полиции им. Василия Ласкара (г. Кампина, Румыния);
- Университет Южной Юты (Юта, США);
- Немецкий фонд международного правового сотрудничества;
- Бровард Колледж (Флорида, США);
- Академия МВД Республики Беларусь;
- Высшая школа управления и охраны труда в Катовице (Польша);
- Университет им. Яна Кохановского (г. Киельц, Польша);
- Могилёвский институт Министерства внутренних дел Республики Беларусь;
- Академия «Штефан Чел Маре» МВД Республики Молдовы;

Университет тесно сотрудничает с Центром Международных юридических студий (г. Зальцбург, Австрия), Университетами «Регент» и «Либерти» (Вирджиния, США), Варшавским университетом (Польша), Международной организацией «Эммануил» (США), Специальной мониторинговой миссией ОБСЕ в Украине, Консультационной миссией Европейского Союза на Украине, Фондом народонаселения ООН.

## Ректоры
- 1966—1973: Сваволя Василий Алексеевич, полковник милиции
- 1973—1986: Путов Анатолий Васильевич, полковник милиции
- 1986—1997: Зайченко Григорий Андреевич, полковник милиции
- 1997—2011: Негодченко Александр Владимирович, полковник (позже генерал-лейтенант) милиции
- 2011—2014: Алфёров Сергей Николаевич, генерал-майор милиции
- 2015: Лошицкий Михаил Васильевич, полковник милиции (позже полиции)
- 2015—2017: Глуховеря Виталий Андреевич, генерал полиции III ранга
- с 2017—2023: Фоменко Андрей Евгеньевич, полковник полиции
- с августа 2023: Моргунов Александр Анатольевич, полковник полиции

## Некоторые известные преподаватели
- Балабан, Сергей Николаевич
- Богатырёв, Иван Григорьевич[укр.]
- Грицай, Ирина Олеговна[укр.]
- Заруба, Виктор Николаевич[укр.]
- Комиссаров, Сергей Анатольевич
- Коржанский, Николай Иосифович[укр.]
- Корниенко, Михаил Васильевич
- Лень, Валентин Валентинович
- Медяник, Вячеслав Анатольевич[укр.]
- Мисливый, Владимир Андреевич[укр.]
- Недря, Кирилл Михайлович[укр.]
- Припутень, Дмитрий Сергеевич
- Фрицкий, Олег Фёдорович[укр.]